# Chrysolina susterai
Chrysolina susterai é uma espécie de artrópode pertencente à família Chrysomelidae.